# مانوئل رتامرو
مانوئل رتامرو (انگلیسی: Manuel Retamero؛ زادهٔ ۱ دسامبر ۱۹۷۴) بازیکن سابق و مربی فوتبال اهل اسپانیا است.
از باشگاه‌هایی که در آن بازی کرده‌است می‌توان به باشگاه فوتبال آیزول اشاره کرد.